# Luiz Ribeiro
Luiz Antônio Ribeiro da Silva, mais conhecido como Luiz Ribeiro (Rio de Janeiro, 12 de janeiro de 1959 — Rio de Janeiro, 12 de fevereiro de 2022) foi um radialista e jornalista brasileiro.

## Carreira
Luiz Ribeiro foi jornalista durante 20 anos e foi comunicador de 2001 a 2017 do Programa Luiz Ribeiro, transmitido de segunda a sexta das 20h00 às 22h00 e apresentou aos domingos o Bola em Jogo das 12h00 às 15h00 na Super Rádio Tupi. Trabalhou também no jornal Tribuna da Imprensa, na Rádio Nacional e na  RecordTV, onde criou e apresentou o programa diário de notícias Balanço Geral, hoje com Tino Júnior. Trouxe de volta à Rádio Tupi um dos maiores narradores esportivos da história do rádio brasileiro, Doalcei Camargo, com quem trabalhou até seu falecimento, em agosto de 2009. Na época de sua entrada na Tupi, fazia parte da equipe de comentaristas esportivos, comandado pelo então titular José Almirio.
Por conta do Bola em Jogo, Luiz Ribeiro já recebeu cinco prêmios “Bola de Ouro” consecutivos (de 2003 a 2007), um dos mais importantes para a imprensa esportiva nacional, sendo no ano de 2005, o “Bola de Ouro” hours concours. Pelo trabalho à frente do Programa Luiz Ribeiro, recebeu da Assembléia Legislativa do Rio de Janeiro, o Prêmio Barbosa Lima Sobrinho de Jornalismo. Em 5 de maio de 2017, o comunicador anuncia sua saída da Super Rádio Tupi. Na ocasião declarou-se insatisfeito com o retorno de Anthony Garotinho para a rádio.
No segundo semestre de 2017, o comunicador Luiz Ribeiro passa apresentar um programa ￼com seu nome, na rádio RCI 1320 AM, situada na cidade de Foz do Iguaçu, afiliada ao grupo Bandeirantes de Comunicação, das 8 às 10 da manhã. Em 31 de dezembro, o jornalista deixa Foz do Iguaçu e retorna ao Rio de Janeiro e à Tupi, onde comandou o jornalístico Radar Tupi.
Luiz Ribeiro faleceu no dia 12 de fevereiro de 2022, no Hospital Souza Aguiar, no Centro do Rio de Janeiro. Ele lutava contra um câncer no céu da boca. Seu corpo foi cremado.